# Zonagogliakten
Zonagogliakten, selo Koyukukhotana Indijanaca, porodica athapaskan, koje se nalazilo na istočnoj obali rijeke Koyukuk na Aljaski. Imalo je svega 11 stanovnika 1844. Kod ostalih autora nalazi se pod sličnim nazivima: Tsonagogliakten (Tikhmenief, 1861), Tsonagolyakhten.